# (1061) Paeonia
(1061) Paeonia – planetoida z pasa głównego asteroid okrążająca Słońce w ciągu 5 lat i 206 dni w średniej odległości 3,14 au. Została odkryta 10 października 1925 roku w Landessternwarte Heidelberg-Königstuhl w Heidelbergu przez Karla Reinmutha. Nazwa planetoidy pochodzi od piwonii, rośliny z rodzaju piwoniowatych. Przed nadaniem nazwy planetoida nosiła oznaczenie tymczasowe (1061) 1925 TB.